# Коршунова, Татьяна Васильевна
Татья́на Васи́льевна Ко́ршунова (6 марта 1956, Раменское, Московская область) — советская гребчиха-байдарочница, выступала за сборную СССР в 1970-х годах. Серебряная призёрша летних Олимпийских игр в Монреале, обладательница серебряных и бронзовых медалей чемпионатов мира, многократная чемпионка национальных первенств. На соревнованиях представляла спортивное общество «Трудовые резервы», заслуженный мастер спорта СССР (1976).

## Биография
Татьяна Коршунова родилась 6 марта 1956 года в Раменском Московской области. В детстве состояла в лыжной и легкоатлетической секциях, окончила музыкальную школу по классу гитары. Активно заниматься греблей начала в возрасте тринадцати лет, проходила подготовку на гребной базе Борисоглебского озера под руководством заслуженного тренера Якова Костюченко. Первого серьёзного успеха добилась в 1973 году, года выиграла две медали на юношеском чемпионате Европы в Польше, серебряную среди одноместных байдарок и золотую среди двухместных, кроме того, среди двоек стала чемпионкой взрослого первенства Советского Союза. Год спустя получила золото всесоюзного первенства за победу в гонке четвёрок на 500 метров и съездила на чемпионат мира в Мехико, откуда привезла награду серебряного достоинства, выигранную в той же дисциплине.
В 1975 году Коршунова в индивидуальном полукилометровом зачёте одержала победу на Спартакиаде народов СССР. Благодаря череде удачных выступлений удостоилась права защищать честь страны на летних Олимпийских играх 1976 года в Монреале, в финальном заезде лидировала первые 350 метров, но затем сбавила скорость и заняла в итоге второе место, уступив представительнице ГДР Кароле Цирцов. «Я поехала на Олимпиаду с чудовищным переутомлением. У меня была перетренировка, когда на подготовку бросаешь резервные силы и идешь к победе на последнем дыхании. Прохожу полдистанции, в глазах темнеет, как доплываю — не помню. Каким-то чудом выкарабкалась». Поскольку советская гребная сборная заняла в общекомандном медальном зачёте первое место, по итогам сезона Татьяна Коршунова была удостоена почётного звания «Заслуженный мастер спорта СССР».
После монреальской Олимпиады осталась в основном составе национальной команды и продолжила принимать участие в крупнейших международных турнирах. Так, в 1977 году она стала чемпионкой СССР среди одиночек и четвёрок на полукилометровой дистанции, а также съездила на чемпионат мира в болгарскую Софию, где в тех же дисциплинах добыла две бронзовые награды. В 1979 году в шестой раз добилась звания чемпионки всесоюзного первенства, победив всех соперниц с байдаркой-четвёркой в гонке на 500 метров. Пыталась повторить этот успех на мировом первенстве в немецком Дуйсбурге, однако их команда пришла к финишу только второй, пропустив вперёд восточногерманский экипаж. Далее спортивная карьера Коршуновой пошла на спад, вскоре она вышла из состава сборной и приняла решение покинуть греблю.
В период 1984—1986 работала школьным учителем в Костроме, затем в течение долгого времени была детским тренером на родной гребной базе в Раменском. С 1996 работает учителем физической культуры в раменской СОШ № 21 с УИОП. Имеет высшее образование, окончила Малаховский институт физической культуры.